# 原カントくん
原 カントくん（はら カントくん、1975年 - ）は、日本の編集者・プロデューサー。本名は原利彦。博報堂ケトル取締役COO、STOVEカンパニー統括プロデューサー。

## 来歴
京都大学卒業後、1998年博報堂入社。営業から新聞社を担当。2009年から博報堂ケトル参加。本屋大賞の運営等を担当する一方、テレビ・ラジオに出演している。共同プロデューサーをつとめた書店「本屋B&B」が、2015年グッドデザイン賞受賞。

## 出演

### テレビ
- BOOKSTAND.TV（2015年 - 、BS12 トゥエルビ）[5]
- イイコト！-ハートフルナビゲーション 11510-（2019年10月 - 、テレビ神奈川）

### ラジオ
- 金曜ボイスログ（2019年-、TBSラジオ）
- 渋谷のほんだな（2016年-、渋谷のラジオ）
- BIZ&TECH TERMINAL（2018年-、ラジオ日経）